# Feliks Cyrus-Sobolewski

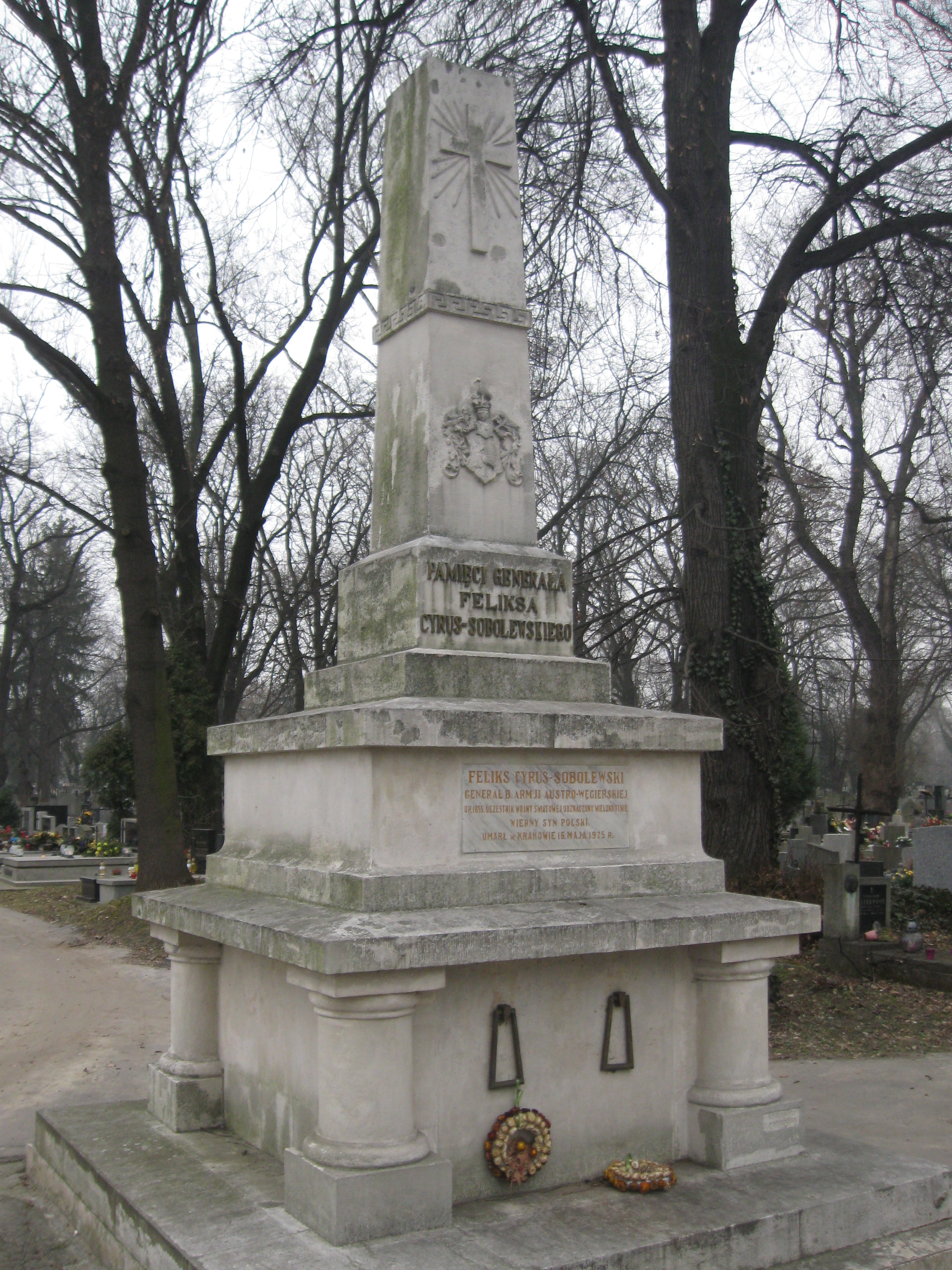
Grobowiec obelisk generała i jego żony Marii

Feliks Mikołaj Stanisław Cyrus-Sobolewski herbu Taczała (ur. 22 maja 1855 w Osieczanach, zm. 16 maja 1925 w Krakowie) – generał major cesarskiej i królewskiej Armii.

## Życiorys
Urodził się w rodzinie Marcelego, właściciela ziemskiego, i Konstancji z Dąmbskich. Był starszym bratem Pawła Cyrus-Sobolewskiego. W 1875 ukończył Gimnazjum św. Jacka w Krakowie. W skład wojska zaliczony został na podstawie zwykłego poboru 20 maja 1875, służbę zaczął jako jednoroczny ochotnik w 1876, w 1877 awansował na stopień porucznika rezerwy w Galicyjskim Pułku Piechoty Nr 56. W 1878 zdecydował, że pozostanie w wojsku uzyskał wówczas status oficera zawodowego. Do 1884 pozostawał w służbie liniowej, zaliczony w swoim pułku do stanu nadliczbowego został urlopowany na okres półtora roku. Czas wykorzystał na studia prawnicze na Uniwersytecie Jagiellońskim. Z końcem 1885 powrócił do służby czynnej w Galicyjskim Pułku Piechoty Nr 56 w Wadowicach pozostał do 1910. W 1896 był w stopniu kapitana, w 1904 został majorem a w 1907 podpułkownikiem. W październiku 1910 powierzono mu dowództwo Galicyjskiego Pułku Piechoty Nr 9 w Przemyślu. 17 grudnia 1910 został mianowany na stopień pułkownika ze starszeństwem z 1 listopada tego roku. 18 września 1914, po wybuchu I wojny, powierzono mu dowództwo walczącej na froncie rosyjskim 9 Brygady Piechoty z Ołomuńca. N tym stanowisku 1 listopada 1914 otrzymał stopień generała majora. Ze względu na stan zdrowia 1 stycznia 1915 został urlopowany, a 1 lipca przeniesiony na własna prośbę w stan spoczynku. 
Zamieszkał w Wiedniu w 1916 przeniósł się do Krakowa. W lipcu 1920 w obliczu groźnej sytuacji na froncie zgłosił się do Wojska Polskiego, ale ze względu na wiek i kłopoty zdrowotne nie został przyjęty.
Zmarł w Krakowie pochowany został na cmentarzu Rakowickim, gdzie do dziś znajduje się obelisk ku jego czci w kwaterze XXVb.
Generał Sobolewski był żonaty z Marią Janotą-Bzowską (zm. 1896), ojciec Mariana publicysty i kompozytora. Jego druga żona Maria Regina Nekanda-Trepka (1880-1953) posiadała dwór w Zakrzewie.

## Ordery i odznaczenia
- Krzyż Zasługi Wojskowej 3 klasy[4]
- Signum Laudis Brązowy Medal Zasługi Wojskowej na czerwonej wstążce[4]
- Krzyż za 25-letnią służbę wojskową dla oficerów[4]
- Brązowy Medal Jubileuszowy Pamiątkowy dla Sił Zbrojnych i Żandarmerii[4]
- Krzyż Jubileuszowy Wojskowy[4]
- Krzyż Mariański[5]